# Загальні вибори в Гібралтарі 2019
Загальні вибори в Гібралтарі від булися 17 жовтня 2019 року. Було обрано 17 членів до 4-го парламенту Гібралтару. Раніше головний міністр Фабіан Пікардо оголосив дату виборів у понеділок 16 вересня 2019 року.

## Дата та процедура
Відповідно до розділу 38 (2) наказу про Конституцію Гібралтару 2006 року, парламент повинен бути розпущений через чотири роки після першого засідання після останніх виборів (якщо головний міністр не радить губернатору Гібралтару розпустити парламент швидше). Відповідно до розділу 37 Конституції, списки для загальних виборів повинні бути опубліковані протягом тридцяти днів, а загальні вибори повинні бути проведені не пізніше трьох місяців. У вересні 2019 року головний міністр Фабіан Пікардо офіційно попросив губернатора Еда Девіса розпустити парламент і призначити вибори на 17 жовтня 2019 року. Наслідуючи британську традицію, вибори в Гібралтарі умовно проводяться в четвер..

## Результати
| |                            |                              |                                              |         |       |       |       |      |     |
| Партія | Партія                     | Партія                       | Партія                                       | Votes   | %     | +/–   | Seats | %    | +/– |
| | Блок                       |                              | Гібралтарська соціалістична робітнича партія | 58,576  | 37.00 | –10.8 | 7     | 41.2 | 0   |
| | Блок                       | Ліберальна партія Гібралтару | 24,546                                       | 15.50   | –5.1  | 3     | 17.6  | 0    |     |
| | Блок                       | Total Alliance               | 83,122                                       | 52.50   | –15.9 | 10    | 58.8  | 0    |     |
| | Gibraltar Social Democrats | Gibraltar Social Democrats   | Gibraltar Social Democrats                   | 40,453  | 25.55 | –6.0  | 6     | 35.3 | –1  |
| | Together Gibraltar         | Together Gibraltar           | Together Gibraltar                           | 32,455  | 20.50 | +20.5 | 1     | 5.9  | +1  |
| | Independents               | Independents                 | Independents                                 | 2,298   | 1.45  | +1.4  | 0     | 0.0  | 0   |
| Total | Total                      | Total                        | Total                                        | 158,328 | 100   | –     | 17    | 100  | 0   |
| |                            |                              |                                              |         |       |       |       |      |     |
| Valid votes | Valid votes                | Valid votes                  | Valid votes                                  | 16,767  | 97.85 |       |       |      |     |
| Invalid/blank votes | Invalid/blank votes        | Invalid/blank votes          | Invalid/blank votes                          | 368     | 2.15  |       |       |      |     |
| Total votes cast | Total votes cast           | Total votes cast             | Total votes cast                             | 17,135  | 100   |       |       |      |     |
| Registered voters/turnout | Registered voters/turnout  | Registered voters/turnout    | Registered voters/turnout                    | 24,189  | 70.84 |       |       |      |     |
| Source: Parliament of Gibraltar [Архівовано 18 жовтня 2019 у Wayback Machine.], Gibraltar Parliament General Election [Архівовано 8 травня 2021 у Wayback Machine.], Registered |                            |                              |                                              |         |       |       |       |      |     |